# Serrapetrona
Serrapetrona ist eine italienische Gemeinde (comune) mit 886 Einwohnern (Stand 31. Dezember 2023) in der Provinz Macerata in den Marken.

## Geografie
Die Gemeinde liegt etwa 25 Kilometer südwestlich von Macerata und gehört zur Comunità montana dei Monti Azzurri. Den südlichen Rand der Gemeinde bildet der Fluss Chienti.
Zu den Ortsteilen gehören Borgiano, Caccamo sul Lago, Castel San Venanzo und Villa d’Aria.
Die Nachbargemeinden sind Belforte del Chienti, Caldarola, Camerino, Castelraimondo, San Severino Marche und Tolentino.

## Sehenswürdigkeiten
- Santa Maria di Piazza, der Santa Maria Assunta geweihte Kirche im Ortskern an der Piazza Santa Maria. Die Kirche entstand von 1770 bis 1775 und ersetzte die ältere Kirche Santa Maria de Serra, die wenige Meter weiter südlich nahe dem Brunnen stand und 1770 durch einen Erdrutsch zerstört wurde.[2]
- San Francesco, kurz oberhalb der Piazza Santa Maria aus dem frühen 14. Jahrhundert.[3]
- San Paolo, Kirche im Ortsteil Borgiano. Wurde erstmals 1299 dokumentiert.[4]
- San Giacomo, Kirche im Ortsteil Caccamo, 15. Jahrhundert.[5]
- Lago di Caccamo, Stausee im südlichen Gemeindegebiet nach den Ortsteilen Borgiano und Caccamo.

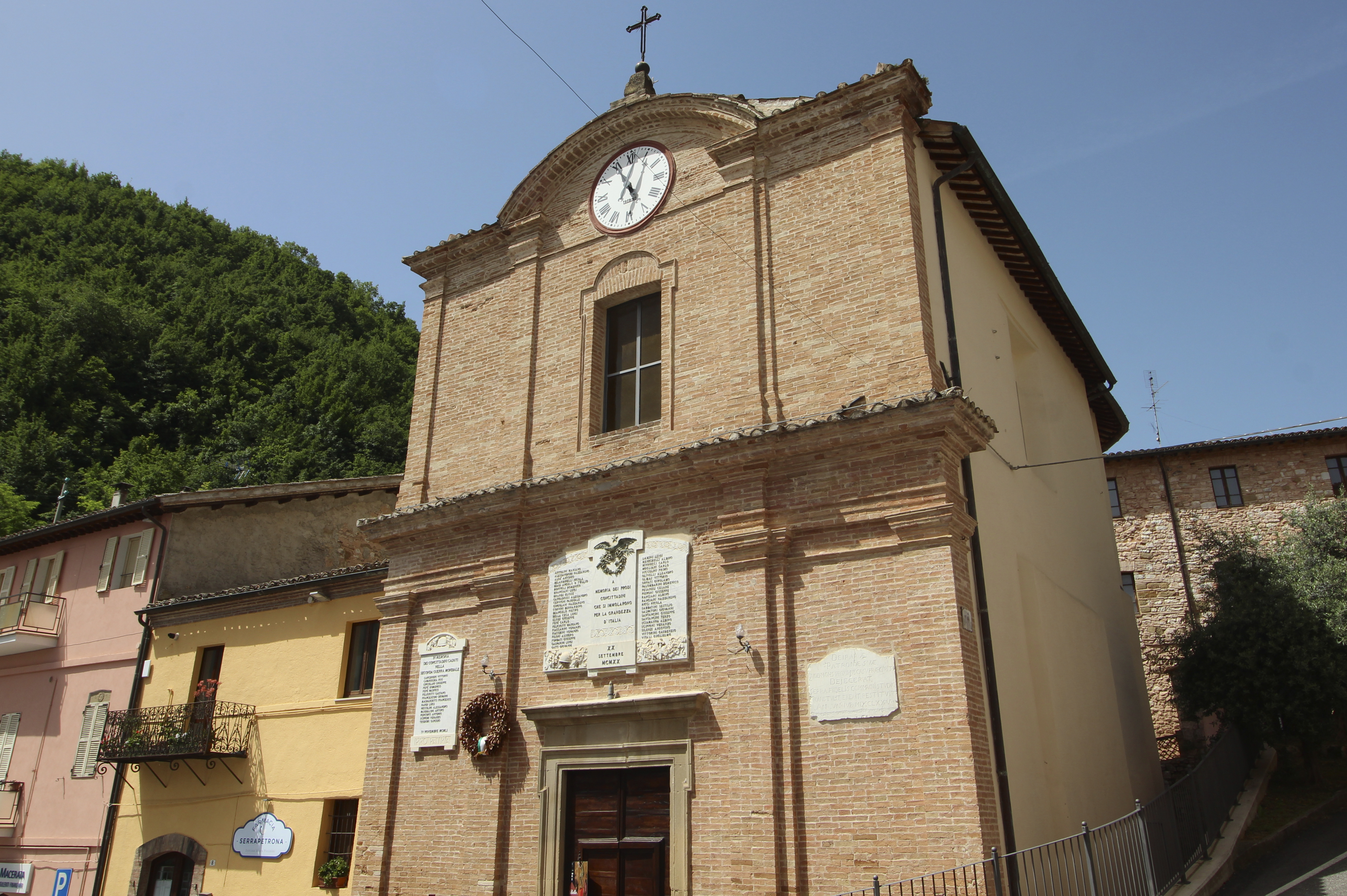
Die Kirche Santa Maria di Piazza
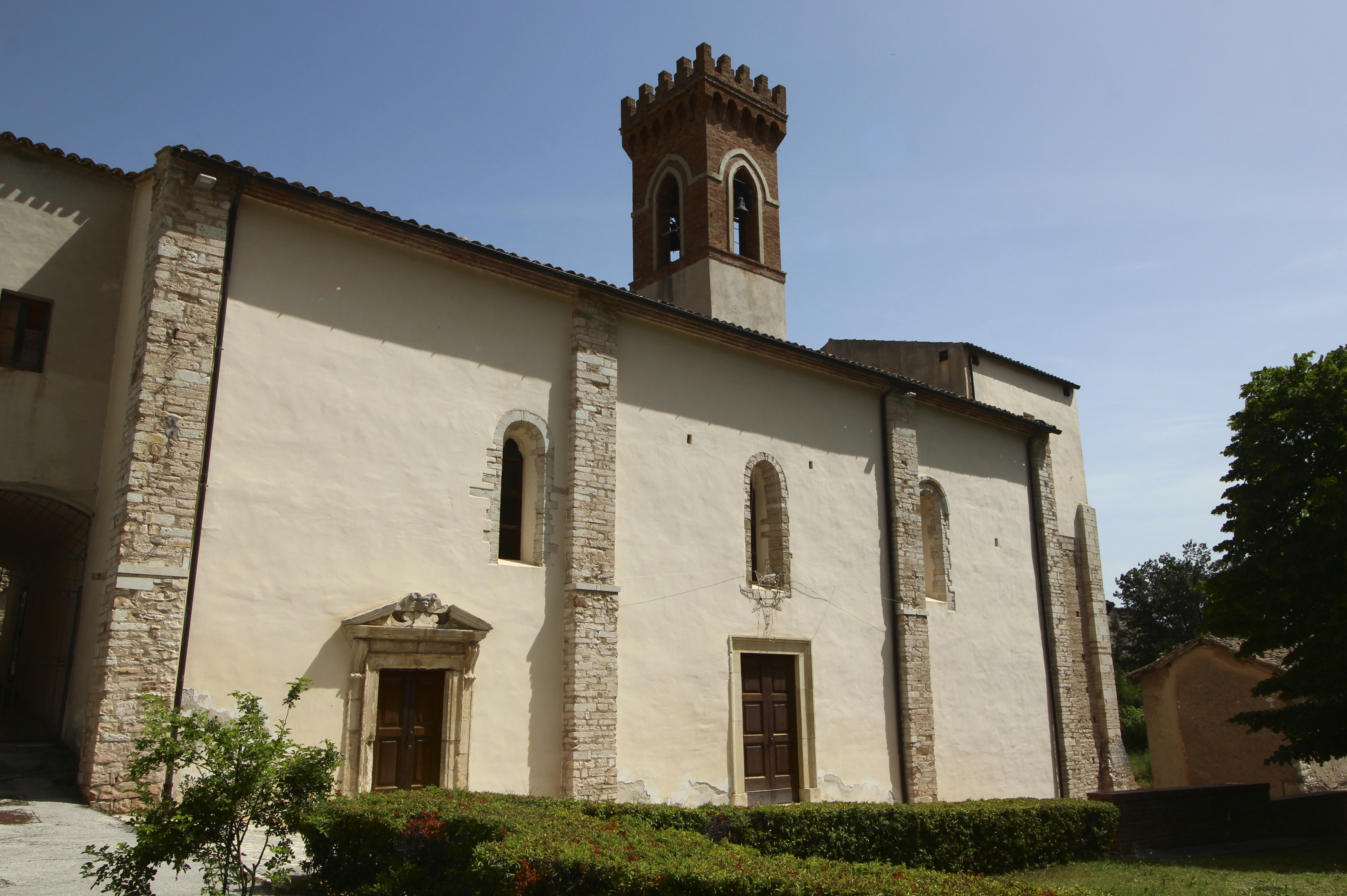
Die Kirche San Francesco
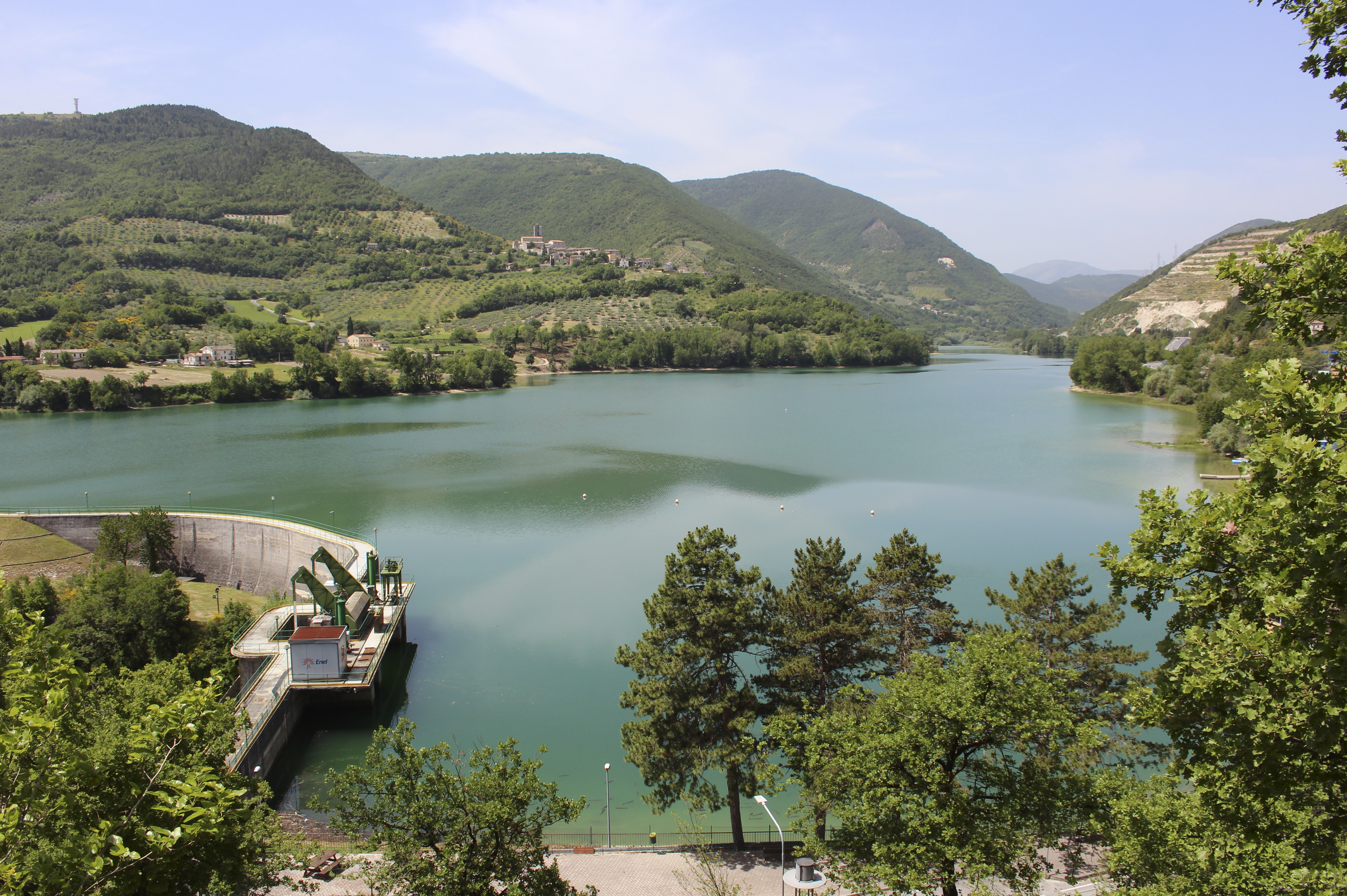
Der Stausee Lago di Caccamo

## Verkehr
Durch die Gemeinde führt die frühere Strada Statale 502 di Cingoli (heute eine Provinzstraße) von Jesi nach San Ginesio. Entlang des Chienti führt auch die Strada Statale 77 della Val di Chienti.

## DOC-Wein
In Serrapetrona (und in Teilen der benachbarten Gemeinden Belforte del Chienti und San Severino Marche) wird ein Rotwein erzeugt, der seit 2004 eine „kontrollierte Herkunftsbezeichnung“ (Denominazione di origine controllata – DOC) besitzt, die zuletzt am 7. März 2014 aktualisiert wurde. Der Wein muss zu mindestens 85 % aus der Rebsorte Vernaccia Nera hergestellt werden. Höchstens 15 % andere rote, nicht-aromatische Rebsorten, die für den Anbau in der Region Marken zugelassen sind, dürfen – einzeln oder gemeinsam – zugesetzt werden.